# Tianping (köping i Kina, Sichuan)
Tianping (kinesiska: 天平镇, 天平) är en köping i Kina. Den ligger i provinsen Sichuan, i den sydvästra delen av landet, omkring 240 kilometer öster om provinshuvudstaden Chengdu. Antalet invånare är 19 477. Befolkningen består av 9 783 kvinnor och 9 694 män. Barn under 15 år utgör 24,0 %, vuxna 15-64 år 60 %, och äldre över 65 år 15,0 %.
Genomsnittlig årsnederbörd är 1 469 millimeter. Den regnigaste månaden är september, med i genomsnitt 284 mm nederbörd, och den torraste är december, med 11 mm nederbörd.